# Frank Wilde
Frank Herbert David Wilde (Londra, 1º marzo 1911 – Eastergate, 6 febbraio 1982) è stato un tennista e tennistavolista britannico.

## Carriera
Nato nel quartiere di Wimbledon il 1º marzo 1911, in carriera ha raggiunto i migliori risultati proprio nel torneo londinese dove ha raggiunto per due volte la finale di doppio maschile e una volta quella di doppio misto, perdendole tutte.
Nel 1929 ha fatto parte della squadra inglese vincitrice del bronzo nella gara a squadre dei campionati del mondo.
Dal 1937 al 1939 ha fatto parte della Squadra britannica di Coppa Davis, venendo impiegato soprattutto in doppio e vincendo due dei sette incontri disputati, tra cui la sfida in finale contro gli Stati Uniti del 1937 persa per 4-1.
La sua carriera si ferma con l'inizio della seconda guerra mondiale, salvo riprendere nel 1946 fino al ritiro, avvenuto nel 1950.

## Finali dei tornei dello slam

### Doppio

#### Finali perse (2)
| N. | Data          | Torneo                          | Superficie | Compagno     | Avversari in finale       | Punteggio               |
| 1. | 4 luglio 1936 | Torneo di Wimbledon, Londra (1) | Erba       | Charles Hare | Pat Hughes Raymond Tuckey | 4–6, 6–3, 9–7, 1–6, 4–6 |
| 2. | luglio 1939   | Torneo di Wimbledon, Londra (2) | Erba       | Charles Hare | Elwood Cooke Bobby Riggs  | 3–6, 6–3, 3–6, 7–9      |

### Doppio misto

#### Finali perse (1)
| N. | Data        | Torneo                          | Superficie | Compagno   | Avversari in finale      | Punteggio |
| 1. | luglio 1939 | Torneo di Wimbledon, Londra (1) | Erba       | Nina Brown | Bobby Riggs Alice Marble | 7–9, 1–6  |